# Rally di Sardegna 2021
Il Rally di Sardegna 2021, ufficialmente denominato 18º Rally Italia Sardegna, è stata la quinta prova del campionato del mondo rally 2021 nonché la diciottesima edizione del Rally di Sardegna (dal 2004 valido anche come Rally d'Italia) e la diciassettesima con valenza mondiale. La manifestazione si è svolta dal 4 al 6 giugno sugli sterrati che attraversano i territori centro-orientali della provincia di Sassari, nel nord dell'isola; la cerimonia di partenza si tenne ad Alghero ma il quartier generale del rally tornò a Olbia, già sede della manifestazione dalla prima edizione sino a quella del 2013; il parco assistenza per i concorrenti venne allestito al Molo Brin, di fronte al mar Tirreno.
L'evento è stato vinto dal francese Sébastien Ogier, navigato dal connazionale Julien Ingrassia, al volante di una Toyota Yaris WRC del team Toyota Gazoo Racing WRT, seguita dalla coppia britannica formata da Elfyn Evans e Scott Martin, anch'essi su una Toyota Yaris WRC ufficiale, e da quella belga composta da Thierry Neuville e Martijn Wydaeghe su una   Hyundai i20 Coupe WRC della squadra Hyundai Shell Mobis WRT. Il medesimo podio (nello stesso ordine d'arrivo) si ebbe anche nel Rally di Monte Carlo che in quello di Croazia, rispettivamente la prima e la terza gara stagionale.
I finlandesi Jari Huttunen e Mikko Lukka, su Hyundai i20 R5 della squadra ufficiale Hyundai Motorsport N, hanno invece conquistato il successo nel campionato WRC-2, mentre i francesi Yohan Rossel e Alexandre Coria hanno vinto nella serie WRC-3 alla guida di una Citroën C3 Rally2.

## Dati della prova
| Denominazione ufficiale             | Rally Italia Sardegna                                             |
| Edizione N°                         | 18                                                                |
| Tappa N°                            | 5 di 12                                                           |
| Data manifestazione                 | da venerdì 04/06/2021 a domenica 06/06/2021                       |
| Sede ospitante                      | Olbia (Sardegna, Italia)                                          |
| Sede parco assistenza               | Molo Brin, Olbia                                                  |
| Superficie                          | Sterrato                                                          |
| Direttore di gara                   | Lucio De Mori                                                     |
| Iscritti                            | 58                                                                |
| Partiti                             | 55                                                                |
| Arrivati                            | 40 (72,7%)                                                        |
| Prove speciali                      | 20                                                                |
| Prova più breve                     | 7,79 km (PS18 e PS20: Aglientu - Santa Teresa)                    |
| Prova più lunga                     | 22,29 km (PS1 e PS3: Filigosu - Sa Conchedda)                     |
| Prova più lenta                     | velocità media di 72,42 km/h (PS5: Tempio Pausania 1)             |
| Prova più veloce                    | velocità media di 106,19 km/h (PS19: Arzachena - Braniatogghiu 2) |
| Lunghezza prove speciali            | 303,10 km (23,3% della distanza totale)                           |
| Lunghezza complessiva trasferimenti | 995,92 km                                                         |
| Distanza totale                     | 1299,02 km                                                        |
| Media oraria del vincitore          | velocità media di 91,2 km/h (303,10 km in 3h19'26"4)              |

## Itinerario
| Frazione           | Prova  | Ora    | Nome                                           | Partenza                                       | Arrivo                                         | Lunghezza | Totale    |
| ------------------ | ------ | ------ | ---------------------------------------------- | ---------------------------------------------- | ---------------------------------------------- | --------- | --------- |
| Frazione 1 (4 giu) |        | 07:29  | Assistenza remota – Oschiri                    | Assistenza remota – Oschiri                    | Assistenza remota – Oschiri                    | –         | 127,40 km |
| Frazione 1 (4 giu) | PS1    | 08:02  | Filigosu - Sa Conchedda 1                      | Oschiri                                        | Alà dei Sardi                                  | 22,29 km  | 127,40 km |
| Frazione 1 (4 giu) | PS2    | 09:02  | Terranova 1                                    | Alà dei Sardi                                  | Alà dei Sardi                                  | 14,36 km  | 127,40 km |
| Frazione 1 (4 giu) | PS3    | 10:47  | Filigosu - Sa Conchedda 2                      | Oschiri                                        | Alà dei Sardi                                  | 22,29 km  | 127,40 km |
| Frazione 1 (4 giu) | PS4    | 11:47  | Terranova 2                                    | Alà dei Sardi                                  | Alà dei Sardi                                  | 14,36 km  | 127,40 km |
| Frazione 1 (4 giu) |        | 13:05  | Assistenza – Molo Brin, Olbia (40 min)         | Assistenza – Molo Brin, Olbia (40 min)         | Assistenza – Molo Brin, Olbia (40 min)         | –         | 127,40 km |
| Frazione 1 (4 giu) | PS5    | 14:47  | Tempio Pausania 1                              | Tempio Pausania                                | Bortigiadas                                    | 12,08 km  | 127,40 km |
| Frazione 1 (4 giu) | PS6    | 15:47  | Erula - Tula 1                                 | Erula                                          | Tula                                           | 14,97 km  | 127,40 km |
| Frazione 1 (4 giu) | PS7    | 17:32  | Tempio Pausania 2                              | Tempio Pausania                                | Bortigiadas                                    | 12,08 km  | 127,40 km |
| Frazione 1 (4 giu) | PS8    | 18:32  | Erula - Tula 2                                 | Erula                                          | Tula                                           | 14,97 km  | 127,40 km |
| Frazione 1 (4 giu) |        | 20:21  | Assistenza (flexi) – Molo Brin, Olbia (45 min) | Assistenza (flexi) – Molo Brin, Olbia (45 min) | Assistenza (flexi) – Molo Brin, Olbia (45 min) | –         | 127,40 km |
|                    |        |        |                                                |                                                |                                                |           |           |
| Frazione 2 (5 giu) |        | 06:45  | Assistenza – Molo Brin, Olbia (15 min)         | Assistenza – Molo Brin, Olbia (15 min)         | Assistenza – Molo Brin, Olbia (15 min)         | –         | 129,62 km |
| Frazione 2 (5 giu) | PS9    | 08:08  | Coiluna - Loelle 1                             | Alà dei Sardi                                  | Buddusò                                        | 15,00 km  | 129,62 km |
| Frazione 2 (5 giu) | PS10   | 09:08  | Monte Lerno - Monti di Alà 1                   | Pattada                                        | Alà dei Sardi                                  | 22,08 km  | 129,62 km |
| Frazione 2 (5 giu) | PS11   | 10:38  | Coiluna - Loelle 2                             | Alà dei Sardi                                  | Buddusò                                        | 15,00 km  | 129,62 km |
| Frazione 2 (5 giu) | PS12   | 11:38  | Monte Lerno - Monti di Alà 2                   | Pattada                                        | Alà dei Sardi                                  | 22,08 km  | 129,62 km |
| Frazione 2 (5 giu) |        | 13:20  | Assistenza – Molo Brin, Olbia (40 min)         | Assistenza – Molo Brin, Olbia (40 min)         | Assistenza – Molo Brin, Olbia (40 min)         | –         | 129,62 km |
| Frazione 2 (5 giu) | PS13   | 15:10  | Bortigiadas - Aggius - Viddalba 1              | Bortigiadas                                    | Viddalba                                       | 14,70 km  | 129,62 km |
| Frazione 2 (5 giu) | PS14   | 16:08  | Sedini - Castelsardo 1                         | Sedini                                         | Castelsardo                                    | 13,03 km  | 129,62 km |
| Frazione 2 (5 giu) | PS15   | 17:40  | Bortigiadas - Aggius - Viddalba 2              | Bortigiadas                                    | Viddalba                                       | 14,70 km  | 129,62 km |
| Frazione 2 (5 giu) | PS16   | 18:38  | Sedini - Castelsardo 2                         | Sedini                                         | Castelsardo                                    | 13,03 km  | 129,62 km |
| Frazione 2 (5 giu) |        | 20:50  | Assistenza (flexi) – Molo Brin, Olbia (45 min) | Assistenza (flexi) – Molo Brin, Olbia (45 min) | Assistenza (flexi) – Molo Brin, Olbia (45 min) | –         | 129,62 km |
|                    |        |        |                                                |                                                |                                                |           |           |
| Frazione 3 (6 giu) |        | 06:30  | Assistenza – Molo Brin, Olbia (15 min)         | Assistenza – Molo Brin, Olbia (15 min)         | Assistenza – Molo Brin, Olbia (15 min)         | –         | 46,08 km  |
| Frazione 3 (6 giu) | PS17   | 07:33  | Arzachena - Braniatogghiu 1                    | Arzachena                                      | Arzachena                                      | 15,25 km  | 46,08 km  |
| Frazione 3 (6 giu) | PS18   | 08:38  | Aglientu - Santa Teresa 1                      | Aglientu                                       | Aglientu                                       | 7,79 km   | 46,08 km  |
| Frazione 3 (6 giu) | PS19   | 10:09  | Arzachena - Braniatogghiu 2                    | Arzachena                                      | Arzachena                                      | 15,25 km  | 46,08 km  |
| Frazione 3 (6 giu) | PS20   | 12:18  | Aglientu - Santa Teresa 2 (power stage)        | Aglientu                                       | Aglientu                                       | 7,79 km   | 46,08 km  |
| Totale             | Totale | Totale | Totale                                         | Totale                                         | Totale                                         | Totale    | 303,10 km |

## Risultati

### Classifica
| Pos.      | Nº       | Pilota                  | Co-pilota                  | Auto                   | Squadra                 | Classe      | Tempo     | Distacco   | Punti    |
| Generale  | Generale | Generale                | Generale                   | Generale               | Generale                | Generale    | Generale  | Generale   | Generale |
| --------- | -------- | ----------------------- | -------------------------- | ---------------------- | ----------------------- | ----------- | --------- | ---------- | -------- |
| 1.        | 1        | Sébastien Ogier         | Julien Ingrassia           | Toyota Yaris WRC       | Toyota Gazoo Racing WRT | WRC         | 3h19'26"4 | –          | 27       |
| 2.        | 33       | Elfyn Evans             | Scott Martin               | Toyota Yaris WRC       | Toyota Gazoo Racing WRT | WRC         | 3h20'12"4 | +46"0      | 18       |
| 3.        | 11       | Thierry Neuville        | Martijn Wydaeghe           | Hyundai i20 Coupe WRC  | Hyundai Shell Mobis WRT | WRC         | 3h20'31"6 | +1'05"2    | 20       |
| 4.        | 18       | Takamoto Katsuta        | Daniel Barritt             | Toyota Yaris WRC       | Toyota Gazoo Racing WRT | WRC         | 3h25'37"6 | +6'11"2    | 12       |
| 5.        | 30       | Jari Huttunen           | Mikko Lukka                | Hyundai i20 R5         | Hyundai Motorsport N    | RC2 / WRC-2 | 3h28'58"1 | +9'31"7    | 10       |
| 6.        | 22       | Mads Østberg            | Torstein Eriksen           | Citroën C3 Rally2      | TRT World Rally Team    | RC2 / WRC-2 | 3h29'05"6 | +9'39"2    | 8        |
| 7.        | 32       | Yohan Rossel            | Alexandre Coria            | Citroën C3 Rally2      | Yohan Rossel            | RC2 / WRC-3 | 3h30'04"1 | +10'37"7   | 6        |
| 8.        | 43       | Pepe López              | Diego Vallejo              | Škoda Fabia Rally2 Evo | -                       | RC2 / WRC-3 | 3h30'30"1 | +11'03"7   | 4        |
| 9.        | 42       | Jan Solans              | Rodrigo Sanjuan de Eusebio | Citroën C3 Rally2      | -                       | RC2 / WRC-3 | 3h30'52"7 | +11'26"3   | 2        |
| 10.       | 21       | Marco Bulacia Wilkinson | Marcelo Der Ohannesian     | Škoda Fabia Rally2 Evo | Toksport WRT            | RC2 / WRC-2 | 3h31'01"0 | +11'34"6   | 1        |
| ...       | ...      | ...                     | ...                        | ...                    | ...                     | ...         | ...       | ...        | ...      |
| 17.       | 6        | Dani Sordo              | Borja Rozada               | Hyundai i20 Coupe WRC  | Hyundai Shell Mobis WRT | WRC         | 3h40'47"1 | +21'20"7   | 1        |
| ...       | ...      | ...                     | ...                        | ...                    | ...                     | ...         | ...       | ...        | ...      |
| 24.       | 8        | Ott Tänak               | Martin Järveoja            | Hyundai i20 Coupe WRC  | Hyundai Shell Mobis WRT | WRC         | 4h09'50"2 | +50'23"8   | 4        |
| 25.       | 69       | Kalle Rovanperä         | Jonne Halttunen            | Toyota Yaris WRC       | Toyota Gazoo Racing WRT | WRC         | 4h13'45"2 | +54'18"8   | 3        |
| WRC-2     |          |                         |                            |                        |                         |             |           |            |          |
| 1. (5.)   | 30       | Jari Huttunen           | Mikko Lukka                | Hyundai i20 R5         | Hyundai Motorsport N    | RC2 / WRC-2 | 3h28'58"1 | –          | 30       |
| 2. (6.)   | 22       | Mads Østberg            | Torstein Eriksen           | Citroën C3 Rally2      | TRT World Rally Team    | RC2 / WRC-2 | 3h29'05"6 | +7"5       | 22       |
| 3. (10.)  | 21       | Marco Bulacia Wilkinson | Marcelo Der Ohannesian     | Škoda Fabia Rally2 Evo | Toksport WRT            | RC2 / WRC-2 | 3h31'01"0 | +2'02"9    | 18       |
| 4. (13.)  | 28       | Martin Prokop           | Zdeněk Jůrka               | Ford Fiesta Rally2     | M-Sport Ford WRT        | RC2 / WRC-2 | 3h36'51"5 | +7'53"4    | 14       |
| 5. (22.)  | 24       | Enrico Brazzoli         | Danilo Fappani             | Škoda Fabia R5         | Movisport SRL           | RC2 / WRC-2 | 3h57'49"6 | +28'51"5   | 10       |
| 6. (30.)  | 23       | Adrien Fourmaux         | Renaud Jamoul              | Ford Fiesta Rally2     | M-Sport Ford WRT        | RC2 / WRC-2 | 4h38'32"2 | +1h09'34"1 | 9        |
| WRC-3     |          |                         |                            |                        |                         |             |           |            |          |
| 1. (7.)   | 32       | Yohan Rossel            | Alexandre Coria            | Citroën C3 Rally2      | -                       | RC2 / WRC-3 | 3h30'04"1 | –          | 28       |
| 2. (8.)   | 43       | Pepe López              | Diego Vallejo              | Škoda Fabia Rally2 Evo | -                       | RC2 / WRC-3 | 3h30'30"1 | +26"0      | 20       |
| 3. (9.)   | 42       | Jan Solans              | Rodrigo Sanjuan de Eusebio | Citroën C3 Rally2      | -                       | RC2 / WRC-3 | 3h30'52"7 | +48"6      | 16       |
| 4. (11.)  | 39       | Fabrizio Zaldivar       | Carlos del Barrio          | Škoda Fabia Rally2 Evo | -                       | RC2 / WRC-3 | 3h34'50"5 | +4'46"4    | 12       |
| 5. (12.)  | 47       | Emilio Fernández        | Ruben Garcia               | Škoda Fabia Rally2 Evo | -                       | RC2 / WRC-3 | 3h36'39"8 | +6'35"7    | 10       |
| 6. (14.)  | 34       | Nicolas Ciamin          | Yannick Roche              | Citroën C3 Rally2      | -                       | RC2 / WRC-3 | 3h37'06"6 | +7'02"5    | 8        |
| 7. (15.)  | 46       | Armin Kremer            | Ella Kremer                | Volkswagen Polo GTI R5 | -                       | RC2 / WRC-3 | 3h39'55"3 | +9'51"2    | 6        |
| 8. (16.)  | 35       | Kajetan Kajetanowicz    | Maciej Szczepaniak         | Škoda Fabia Rally2 Evo | -                       | RC2 / WRC-3 | 3h40'34"0 | +10'29"9   | 8        |
| 9. (19.)  | 40       | Mauro Miele             | Luca Beltrame              | Škoda Fabia R5         | -                       | RC2 / WRC-3 | 3h52'34"0 | +22'29"9   | 2        |
| 10. (20.) | 48       | Pablo Biolghini         | Stefano Pudda              | Škoda Fabia R5         | -                       | RC2 / WRC-3 | 3h53'01"3 | +22'57"2   | 1        |
| ...       | ...      | ...                     | ...                        | ...                    | ...                     | ...         | ...       | ...        | ...      |
| 12. (38.) | 36       | Egon Kaur               | Silver Simm                | Volkswagen Polo GTI R5 | -                       | RC2 / WRC-3 | 5h41'15"1 | +2h11'11"0 | 5        |

| Principali ritiri | Principali ritiri | Principali ritiri   | Principali ritiri        | Principali ritiri      | Principali ritiri      | Principali ritiri | Principali ritiri     | Principali ritiri |
| PS                | Nº                | Pilota              | Copilota                 | Auto                   | Squadra                | Classe            | Causa                 | Pos.              |
| ----------------- | ----------------- | ------------------- | ------------------------ | ---------------------- | ---------------------- | ----------------- | --------------------- | ----------------- |
| PS 5              | 20                | Andreas Mikkelsen   | Ola Fløene               | Škoda Fabia Rally2 Evo | Toksport WRT           | RC2 / WRC-2       | Roll cage danneggiato | 24º               |
| PS 5              | 25                | Nikolaj Grjazin     | Konstantin Aleksandrov   | Volkswagen Polo GTI R5 | Movisport SRL          | RC2               | Radiatore             | 40º               |
| PS 13             | 7                 | Pierre-Louis Loubet | Florian Haut-Labourdette | Hyundai i20 Coupe WRC  | Hyundai 2C Competition | WRC               | Rottura meccanica     | 13º               |
| PS 17             | 45                | Alberto Heller      | Marc Martí               | Citroën C3 Rally2      | -                      | RC2 / WRC-3       | Non specificato       | 12º               |
| PS 20             | 38                | Chris Ingram        | Ross Whittock            | Škoda Fabia Rally2 Evo | -                      | RC2 / WRC-3       | Rottura meccanica     | 19º               |
| PS 20             | 55                | "Piano"             | Marco Menchini           | Škoda Fabia R5         | -                      | RC2               | Incidente             | 22º               |

Legenda
| Icona | Note                                                                                 |
| ----- | ------------------------------------------------------------------------------------ |
| WRC   | Equipaggio di classe WRC che può conquistare punti per il campionato costruttori     |
| WRC   | Equipaggio di classe WRC che non può conquistare punti per il campionato costruttori |
| WRC-2 | Equipaggio registrato al campionato WRC-2                                            |
| WRC-3 | Equipaggio registrato al campionato WRC-3                                            |
| JWRC  | Equipaggio registrato al campionato Junior WRC                                       |
|       | Ulteriori classificazioni                                                            |

### Prove speciali
| Frazione           | Prova | Ora   | Nome                                    | Lunghezza | Vincitori                                                   | Tempo   | Velocità media | Leader del rally                 |
| ------------------ | ----- | ----- | --------------------------------------- | --------- | ----------------------------------------------------------- | ------- | -------------- | -------------------------------- |
| Frazione 1 (4 giu) | PS1   | 08:02 | Filigosu - Sa Conchedda 1               | 22,29 km  | Ott Tänak Martin Järveoja                                   | 13'08"3 | 101,79 km/h    | Ott Tänak Martin Järveoja        |
| Frazione 1 (4 giu) | PS2   | 09:02 | Terranova 1                             | 14,36 km  | Ott Tänak Martin Järveoja                                   | 9'15"8  | 93,01 km/h     | Ott Tänak Martin Järveoja        |
| Frazione 1 (4 giu) | PS3   | 10:47 | Filigosu - Sa Conchedda 2               | 22,29 km  | Ott Tänak Martin Järveoja                                   | 12'57"4 | 103,22 km/h    | Ott Tänak Martin Järveoja        |
| Frazione 1 (4 giu) | PS4   | 11:47 | Terranova 2                             | 14,36 km  | Ott Tänak Martin Järveoja                                   | 9'05"9  | 94,70 km/h     | Ott Tänak Martin Järveoja        |
| Frazione 1 (4 giu) | PS5   | 14:47 | Tempio Pausania 1                       | 12,08 km  | Ott Tänak Martin Järveoja                                   | 10'00"5 | 72,42 km/h     | Ott Tänak Martin Järveoja        |
| Frazione 1 (4 giu) | PS6   | 15:47 | Erula - Tula 1                          | 14,97 km  | Dani Sordo Borja Rozada                                     | 11'23"5 | 78,85 km/h     | Ott Tänak Martin Järveoja        |
| Frazione 1 (4 giu) | PS7   | 17:32 | Tempio Pausania 2                       | 12,08 km  | Dani Sordo Borja Rozada                                     | 9'48"5  | 73,90 km/h     | Ott Tänak Martin Järveoja        |
| Frazione 1 (4 giu) | PS8   | 18:32 | Erula - Tula 2                          | 14,97 km  | Thierry Neuville Martijn Wydaeghe e Dani Sordo Borja Rozada | 11'10"4 | 80,39 km/h     | Ott Tänak Martin Järveoja        |
|                    |       |       |                                         |           |                                                             |         |                | Ott Tänak Martin Järveoja        |
| Frazione 2 (5 giu) | PS9   | 08:08 | Coiluna - Loelle 1                      | 15,00 km  | Ott Tänak Martin Järveoja                                   | 8'48"1  | 102,25 km/h    | Ott Tänak Martin Järveoja        |
| Frazione 2 (5 giu) | PS10  | 09:08 | Monte Lerno - Monti di Alà 1            | 22,08 km  | Sébastien Ogier Julien Ingrassia                            | 12'44"4 | 103,99 km/h    | Ott Tänak Martin Järveoja        |
| Frazione 2 (5 giu) | PS11  | 10:38 | Coiluna - Loelle 2                      | 15,00 km  | Elfyn Evans Scott Martin                                    | 8'43"2  | 103,21 km/h    | Ott Tänak Martin Järveoja        |
| Frazione 2 (5 giu) | PS12  | 11:38 | Monte Lerno - Monti di Alà 2            | 22,08 km  | Sébastien Ogier Julien Ingrassia                            | 12'32"7 | 105,60 km/h    | Sébastien Ogier Julien Ingrassia |
| Frazione 2 (5 giu) | PS13  | 15:10 | Bortigiadas - Aggius - Viddalba 1       | 14,70 km  | Sébastien Ogier Julien Ingrassia                            | 10'30"3 | 83,96 km/h     | Sébastien Ogier Julien Ingrassia |
| Frazione 2 (5 giu) | PS14  | 16:08 | Sedini - Castelsardo 1                  | 13,03 km  | Sébastien Ogier Julien Ingrassia                            | 9'42"5  | 80,53 km/h     | Sébastien Ogier Julien Ingrassia |
| Frazione 2 (5 giu) | PS15  | 17:40 | Bortigiadas - Aggius - Viddalba 2       | 14,70 km  | Sébastien Ogier Julien Ingrassia                            | 10'23"0 | 84,94 km/h     | Sébastien Ogier Julien Ingrassia |
| Frazione 2 (5 giu) | PS16  | 18:38 | Sedini - Castelsardo 2                  | 13,03 km  | Elfyn Evans Scott Martin                                    | 9'26"9  | 82,74 km/h     | Sébastien Ogier Julien Ingrassia |
|                    |       |       |                                         |           |                                                             |         |                | Sébastien Ogier Julien Ingrassia |
| Frazione 3 (6 giu) | PS17  | 07:33 | Arzachena - Braniatogghiu 1             | 15,25 km  | Elfyn Evans Scott Martin                                    | 8'45"4  | 104,49 km/h    | Sébastien Ogier Julien Ingrassia |
| Frazione 3 (6 giu) | PS18  | 08:38 | Aglientu - Santa Teresa 1               | 7,79 km   | Thierry Neuville Martijn Wydaeghe                           | 5'46"0  | 81,05 km/h     | Sébastien Ogier Julien Ingrassia |
| Frazione 3 (6 giu) | PS19  | 10:09 | Arzachena - Braniatogghiu 2             | 15,25 km  | Elfyn Evans Scott Martin                                    | 8'37"0  | 106,19 km/h    | Sébastien Ogier Julien Ingrassia |
| Frazione 3 (6 giu) | PS20  | 12:18 | Aglientu - Santa Teresa 2 (power stage) | 7,79 km   | Thierry Neuville Martijn Wydaeghe                           | 5'33"4  | 84,12 km/h     | Sébastien Ogier Julien Ingrassia |

### Power stage
PS20: Aglientu - Santa Teresa 2 di 7,79 km, disputatasi domenica 6 giugno 2021 alle ore 12:18 (UTC+2).
| Pos. | No. | Pilota           | Co-pilota        | Auto                  | Classe | Tempo  | Distacco | PP | PC |
| ---- | --- | ---------------- | ---------------- | --------------------- | ------ | ------ | -------- | -- | -- |
| 1    | 11  | Thierry Neuville | Martijn Wydaeghe | Hyundai i20 Coupe WRC | WRC    | 5'33"4 | –        | 5  | 5  |
| 2    | 8   | Ott Tänak        | Martin Järveoja  | Hyundai i20 Coupe WRC | WRC    | 5'33"7 | +0"3     | 4  | 4  |
| 3    | 69  | Kalle Rovanperä  | Jonne Halttunen  | Toyota Yaris WRC      | WRC    | 5'34"6 | +1"2     | 3  | 3  |
| 4    | 1   | Sébastien Ogier  | Julien Ingrassia | Toyota Yaris WRC      | WRC    | 5'38"6 | +5"2     | 2  | 2  |
| 5    | 6   | Dani Sordo       | Borja Rozada     | Hyundai i20 Coupe WRC | WRC    | 5'39"1 | +5"7     | 1  | -  |

## Classifiche mondiali
Classifica piloti
| Pos. | Pos. | Pilota                  | Punti |
| ---- | ---- | ----------------------- | ----- |
| 1    |      | Sébastien Ogier         | 106   |
| 2    |      | Elfyn Evans             | 95    |
| 3    |      | Thierry Neuville        | 77    |
| 4    |      | Ott Tänak               | 49    |
| 5    | 1    | Takamoto Katsuta        | 48    |
| 6    | 1    | Kalle Rovanperä         | 44    |
| 7    |      | Dani Sordo              | 30    |
| 8    |      | Craig Breen             | 24    |
| 9    |      | Gus Greensmith          | 22    |
| 10   |      | Adrien Fourmaux         | 20    |
| 11   | 4    | Mads Østberg            | 12    |
| 12   | N    | Jari Huttunen           | 10    |
| 13   | 2    | Teemu Suninen           | 9     |
| 14   | 2    | Esapekka Lappi          | 7     |
| 15   | N    | Yohan Rossel            | 6     |
| 16   | 3    | Andreas Mikkelsen       | 6     |
| 17   | 3    | Oliver Solberg          | 6     |
| 18   | N    | Pepe López              | 4     |
| 19   | N    | Jan Solans              | 2     |
| 20   | N    | Marco Bulacia Wilkinson | 1     |
| 21   | 5    | Nikolaj Grjazin         | 1     |
| 22   | 5    | Eric Camilli            | 1     |

Classifica copiloti
| Pos. | Pos. | Pilota                     | Punti |
| ---- | ---- | -------------------------- | ----- |
| 1    |      | Julien Ingrassia           | 106   |
| 2    |      | Scott Martin               | 95    |
| 3    |      | Martijn Wydaeghe           | 77    |
| 4    |      | Martin Järveoja            | 49    |
| 5    | 1    | Daniel Barritt             | 48    |
| 6    | 1    | Jonne Halttunen            | 44    |
| 7    |      | Paul Nagle                 | 24    |
| 8    |      | Renaud Jamoul              | 20    |
| 9    |      | Borja Rozada               | 19    |
| 10   |      | Chris Patterson            | 16    |
| 11   | 6    | Torstein Eriksen           | 12    |
| 12   | 1    | Carlos del Barrio          | 11    |
| 13   | N    | Mikko Lukka                | 10    |
| 14   | 2    | Mikko Markkula             | 9     |
| 15   | 2    | Janne Ferm                 | 7     |
| 16   | 2    | Ola Fløene                 | 6     |
| 17   | N    | Alexandre Coria            | 6     |
| 18   | 3    | Sebastian Marshall         | 6     |
| 19   | 3    | Elliott Edmondson          | 6     |
| 20   | N    | Diego Vallejo              | 4     |
| 21   | N    | Rodrigo Sanjuan de Eusebio | 2     |
| 22   | N    | Marcelo Der Ohannesian     | 1     |
| 23   | 5    | Konstantin Aleksandrov     | 1     |
| 24   | 5    | François-Xavier Buresi     | 1     |

Classifica costruttori WRC
| Pos. | Pos. | Squadra                 | Punti |
| ---- | ---- | ----------------------- | ----- |
| 1    |      | Toyota Gazoo Racing WRT | 231   |
| 2    |      | Hyundai Shell Mobis WRT | 182   |
| 3    |      | M-Sport Ford WRT        | 82    |
| 4    |      | Hyundai 2C Competition  | 28    |